# Bo Helleberg
Bo Helleberg (24 de junio de 1974) es un deportista danés que compitió en remo. Ganó cinco medallas en el Campeonato Mundial de Remo entre los años 1995 y 2005, en la prueba de dos sin timonel ligero.

## Palmarés internacional
| Campeonato Mundial | Campeonato Mundial       | Campeonato Mundial | Campeonato Mundial     |
| Año                | Lugar                    | Medalla            | Prueba                 |
| ------------------ | ------------------------ | ------------------ | ---------------------- |
| 1995               | Tampere (Finlandia)      | Medalla de bronce  | Dos sin timonel ligero |
| 1996               | Motherwell (Reino Unido) | Medalla de oro     | Dos sin timonel ligero |
| 2003               | Milán (Italia)           | Medalla de oro     | Dos sin timonel ligero |
| 2004               | Bañolas (España)         | Medalla de oro     | Dos sin timonel ligero |
| 2005               | Kaizu (Japón)            | Medalla de oro     | Dos sin timonel ligero |